# San Lazzaro di Savena
San Lazzaro di Savena (emilián nyelven San Lâżer) település Olaszországban, Emilia-Romagna régióban, Bologna megyében. Lakosainak száma 32 614 fő (2023. január 1.). San Lazzaro di Savena Bologna, Castenaso, Ozzano dell’Emilia és Pianoro községekkel határos.

## Népesség
A település lakossága az elmúlt években az alábbi módon változott:
| Lakosok száma | 32 333 | 32 473 | 32 614 |
|               | 2017   | 2018   | 2023   |